# Isidorea
Isidorea  es un género con 20 especies de plantas con flores perteneciente a la familia de las rubiáceas.
Es nativo de Cuba y la Hispaniola.

## Taxonomía
Isidorea, fue descrito por A.Rich. ex DC. y publicado en Prodromus Systematis Naturalis Regni Vegetabilis 4: 405, en el año 1830.

## Especies seleccionadas
- Isidorea acunae (Borhidi) Borhidi (1980).
- Isidorea amoena A.Rich. ex DC. (1830).
- Isidorea brachyantha Urb. (1922).
- Isidorea brachycarpa (Urb.) Aiello (1979).